# Liste der Mitglieder der Hamburgischen Bürgerschaft (23. Wahlperiode)
- Linke: 15
- Grüne: 25
- SPD: 45
- CDU: 26
- AfD: 10

Diese Liste nennt die Mitglieder der Hamburgischen Bürgerschaft während der 23. Wahlperiode, resultierend aus den Ergebnissen der Bürgerschaftswahl in Hamburg am 2. März 2025. Die konstituierende Sitzung fand am 26. März 2025 statt.

## Zusammensetzung
Die Bürgerschaft setzt sich wie folgt zusammen:
| Fraktion  | Gewählt     | Gewählt         | Gewählt         | Gewählt | Veränderungen                            | Veränderungen                            | Veränderungen | Veränderungen |
| Fraktion  | Landesliste | Landesliste     | Wahlkreislisten | Gesamt  | Abgänge                                  | Zugänge                                  | Letzter Stand |               |
| Fraktion  | Liste       | Personenstimmen | Wahlkreislisten | Gesamt  | Abgänge                                  | Zugänge                                  | Letzter Stand |               |
| --------- | ----------- | --------------- | --------------- | ------- | ---------------------------------------- | ---------------------------------------- | ------------- | ------------- |
| SPD       | 06          | 12              | 27              | 045     | Bekeris, Dressel, Leonhard, Tschentscher | Koltze, Platzbecker, Stoberock, Urbanski | 045           |               |
| CDU       | 04          | 04              | 18              | 026     | −                                        | −                                        | 026           |               |
| Grüne     | 06          | 05              | 14              | 025     | Blumenthal, Fegebank, Gallina, A. Tjarks | Görg, Koriath, Partoshoar, Weber         | 025           |               |
| Die Linke | 04          | 02              | 09              | 015     | Özdemir, Küper, N. Tjarks                | Jersch, Wolter, Meyer                    | 015           |               |
| AfD       | 04          | 03              | 03              | 010     | Wolf                                     | Risch                                    | 010           |               |
| Gesamt    | 24          | 26              | 71              | 121     | −                                        | −                                        | 121           |               |

## Präsidium
- Präsidentin:
  - Carola Veit (SPD)
- Erster Vizepräsident:
  - André Trepoll (CDU)
- Vizepräsidenten:
  - Mareike Engels (Grüne)
  - Deniz Çelik (Die Linke)
- Schriftführer:
  - Sarah Timmann (SPD)
  - Anna-Elisabeth von Treuenfels-Frowein (CDU)
- Alterspräsident:
  - Ralf Niedmers (CDU)[2]

## Fraktionsvorstände
| Fraktion  | Vorsitzende               | Stellvertretende Vorsitzende                                | Parlamentarische Geschäftsführer      | Weitere Mitglieder |
| --------- | ------------------------- | ----------------------------------------------------------- | ------------------------------------- | --- |
| SPD       | Dirk Kienscherf           | Martina Koeppen Juliane Timmermann Isabella Vértes-Schütter | Ole Thorben Buschhüter                | Nils Hansen Clarissa Herbst Danial Ilkhanipour Regina Jäck Jan Koltze Milan Pein Anja Quast Frank Schmitt Sören Schumacher Carola Veit |
| CDU       | Dennis Thering            | Anke Frieling Richard Seelmaecker                           | Dennis Gladiator                      | David Erkalp Philipp Heißner Silke Seif Anna-Elisabeth von Treuenfels-Frowein Dietrich Wersich Götz T. Wiese Thilo Kleibauer           |
| Grüne     | Sina Imhof Michael Gwosdz | Rosa Domm (ab 3. Juni 2025)                                 | Lena Zagst                            | Mareike Engels (ab 3. Juni 2025) Dennis Paustian-Döscher (ab 3. Juni 2025)                                                             |
| Die Linke | Heike Sudmann David Stoop | Stephan Jersch Xenija Melnik                                | Stephan Jersch                        | – |
| AfD       | Dirk Nockemann            | –                                                           | Krzysztof Walczak Marco Schulz (Stv.) | Eugen Seiler |

## Ruhende Mandate
Die Verfassung der Freien und Hansestadt Hamburg bestimmt, dass Mitglieder des Senats kein Bürgerschaftsmandat ausüben dürfen. Das Mandat ruht während dieser Amtszeit und wird von der nächstberufenen Person auf dem Wahlvorschlag ausgeübt. Endet das Ruhen eines Mandats, dann tritt die Person auf dem Wahlvorschlag zurück, die als letzte berufen wurde.

## Abgeordnete
Legende:
| Bild | Name                                  | Fraktion  | Listenplatz | Personenstimmen | Wahlkreis                                    | Wahlkreisstimmen | Beruflicher Hintergrund                        | Geb. | Anmerkungen |
| ---- | ------------------------------------- | --------- | ----------- | --------------- | -------------------------------------------- | ---------------- | ---------------------------------------------- | ---- | --- |
|      | Leon Alam                             | Grüne     | 06          | 003.402         | 2 Billstedt – Wilhelmsburg – Finkenwerder    | 06.260           | Politikwissenschaftler                         | 1996 | |
|      | Irene Appiah                          | SPD       | 50          | 010.023         | −                                            | −                | Juristin, Bildungsreferentin                   | 1976 | |
|      | Koorosh Armi                          | SPD       | −           | −               | 7 Lokstedt – Niendorf – Schnelsen            | 15.593           | Leitender Angestellter, Sozialökonom           | 1986 | |
|      | Mehria Ashuftah                       | SPD       | 44          | 009.111         | −                                            | −                | Rechtsanwältin, Lehrbeauftragte                | 1987 | |
|      | Julia Barth-Dworzynski                | SPD       | −           | −               | 1 Hamburg-Mitte                              | 15.804           | Grundschullehrerin                             | 1995 | |
|      | Michael Becken                        | CDU       | 19          | 005.618         | −                                            | −                | Hochschulprofessor                             | 1980 | |
|      | Stefan Bereuter                       | CDU       | 28          | 008.618         | −                                            | −                | Polizeibeamter                                 | 1985 | |
|      | Cem Berk                              | SPD       | −           | −               | 11 Wandsbek                                  | 46.382           | Sozialökonom, Fußballtrainer                   | 1990 | |
|      | Stefanie Blaschka                     | CDU       | 29          | 002.785         | 1 Hamburg-Mitte                              | 18.485           | Juristin                                       | 1995 | |
|      | Miriam Block                          | Grüne     | 37          | 004.728         | 16 Harburg                                   | 14.802           | Psychologin, psychologisch-soziale Beraterin   | 1990 | |
|      | Eva-Maria Botzenhart                  | Grüne     | 15          | 002.013         | 3 Altona                                     | 09.035           | Coach für Langzeitarbeitslose                  | 1965 | |
|      | Ole Thorben Buschhüter                | SPD       | −           | −               | 14 Rahlstedt                                 | 37.248           | Parlamentarischer Geschäftsführer              | 1976 | |
|      | Mithat Çapar                          | SPD       | −           | −               | 3 Altona                                     | 31.732           | Diplom-Betriebswirt                            | 1979 | |
|      | Deniz Çelik                           | Die Linke | 04          | 009.348         | 9 Barmbek – Uhlenhorst – Dulsberg            | 31.806           | Politikwissenschaftler                         | 1978 | |
|      | Christin Christ                       | CDU       | 06          | 003.807         | −                                            | −                | Wissenschaftliche Mitarbeiterin                | 1989 | |
|      | Indira Chuda                          | SPD       | 16          | 007.266         | 10 Fuhlsbüttel – Alsterdorf – Langenhorn     | 08.449           | Schulmusiklehrerin                             | 1974 | |
|      | Kemir Čolić                           | SPD       | 25          | 003.519         | 9 Barmbek – Uhlenhorst – Dulsberg            | 16.017           | Geschäftsführer, Fußballtrainer                | 1994 | |
|      | Matthias Czech                        | SPD       | −           | −               | 17 Süderelbe                                 | 21.601           | Lehrer                                         | 1975 | |
|      | Phyliss Demirel                       | Grüne     | 19          | 000.936         | 4 Altona-West                                | 19.359           | Volkswirtin                                    | 1964 | |
|      | Rosa Domm                             | Grüne     | 10          | 008.364         | 11 Wandsbek                                  | 26.329           | Studentin M.Sc. Psychologie                    | 1998 | |
|      | Simone Dornia                         | Grüne     | 47          | 000.890         | 9 Barmbek – Uhlenhorst – Dulsberg            | 44.847           | Qualitätsmanagerin                             | 1985 | |
|      | Mareike Engels                        | Grüne     | 07          | 004.692         | 3 Altona                                     | 36.865           | Soziologin                                     | 1988 | |
|      | Carola Ensslen                        | Die Linke | 07          | 005.416         | 5 Rotherbaum – Harvestehude – Eimsbüttel-Ost | 20.447           | Rechtsanwältin                                 | 1961 | |
|      | David Erkalp                          | CDU       | 13          | 004.046         | 2 Billstedt – Wilhelmsburg – Finkenwerder    | 13.695           | Diplom-Betriebswirt, Diplom-Sozialökonom       | 1974 | |
|      | Alske Freter                          | Grüne     | 31          | 004.010         | 9 Barmbek – Uhlenhorst – Dulsberg            | 23.525           | Controllerin                                   | 1991 | |
|      | Anke Frieling                         | CDU       | 04          | 011.016         | 4 Altona-West                                | 46.914           | Diplom-Kauffrau                                | 1962 | |
|      | Olga Fritzsche                        | Die Linke | 05          | 004.850         | 7 Lokstedt – Niendorf – Schnelsen            | 11.412           | Sozialökonomin                                 | 1972 | |
|      | Dennis Gladiator                      | CDU       | 24          | 007.377         | 15 Bergedorf                                 | 44.850           | Mitglied der Bürgerschaft                      | 1981 | |
|      | Linus Görg                            | Grüne     | 26          | 003.726         | 13 Alstertal – Walddörfer                    | 11.395           | Gesundheits- / Krankenpfleger                  | 1994 | Übt das ruhende Mandat von Katharina Fegebank aus, solange diese im Senat ist.                                                     |
|      | Sascha Greshake                       | CDU       | 52          | 000.780         | 5 Rotherbaum – Harvestehude – Eimsbüttel-Ost | 21.342           | Diplom-Kaufmann                                | 1979 | |
|      | Andreas Grutzeck                      | CDU       | 49          | 000.996         | 3 Altona                                     | 14.029           | Immobilien-Fachwirt                            | 1962 | |
|      | Michael Gwosdz                        | Grüne     | 08          | 003.304         | 6 Eidelstedt – Stellingen – Eimsbüttel-West  | 06.723           | Migrationsberater                              | 1974 | |
|      | René Gögge                            | Grüne     | 14          | 002.534         | 10 Fuhlsbüttel – Alsterdorf – Langenhorn     | 08.598           | Sachgebietsleiter Feuerwehr                    | 1985 | |
|      | Simone Gündüz                         | SPD       | −           | −               | 15 Bergedorf                                 | 10.140           | Apothekenangestellte (PTA)                     | 1977 | |
|      | Nils Hansen                           | SPD       | −           | −               | 15 Bergedorf                                 | 30.763           | Lehrer                                         | 1988 | |
|      | Antje Hebel                           | AfD       | 20          | 007.853         | 11 Wandsbek                                  | 06.760           | Intensiv-Krankenschwester                      | 1974 | |
|      | Peggy Heitmann                        | AfD       | 08          | 003.821         | 13 Alstertal – Walddörfer                    | 05.730           | Diplom-Betriebswirtin                          | 1964 | |
|      | Philipp Heißner                       | CDU       | 05          | 007.652         | 6 Eidelstedt – Stellingen – Eimsbüttel-West  | 18.815           | Jurist                                         | 1988 | |
|      | Astrid Hennies                        | SPD       | 26          | 002.572         | 14 Rahlstedt                                 | 17.226           | BAföG-Beraterin / Studienfinanzberaterin       | 1968 | |
|      | Jessica Hennig                        | SPD       | 46          | 005.645         | −                                            | −                | Gesundheits- / Krankenpflegerin                | 1988 | |
|      | Clarissa Herbst                       | SPD       | −           | −               | 10 Fuhlsbüttel – Alsterdorf – Langenhorn     | 40.324           | Lehrerin                                       | 1981 | |
|      | Julian Herrmann                       | CDU       | 57          | 001.392         | 9 Barmbek – Uhlenhorst – Dulsberg            | 19.383           | Betriebswirt, Projektleiter                    | 1995 | |
|      | Tom Hinzmann                          | SPD       | −           | −               | 12 Bramfeld – Farmsen-Berne – Steilshoop     | 17.642           | Lehrkraft                                      | 1996 | |
|      | Marco Hosemann                        | Die Linke | 22          | 005.843         | 8 Eppendorf – Winterhude – Hoheluft-Ost      | 19.564           | Tischler                                       | 1985 | |
|      | Danial Ilkhanipour                    | SPD       | 27          | 009.713         | −                                            | −                | Magister Juris, Angestellter                   | 1981 | |
|      | Sina Imhof                            | Grüne     | 11          | 006.769         | 8 Eppendorf – Winterhude – Hoheluft-Ost      | 61.325           | Juristin für Umweltrecht                       | 1979 | |
|      | Jennifer Jasberg                      | Grüne     | −           | −               | 15 Bergedorf                                 | 24.093           | Fraktionsvorsitzende, Sozialwissenschaftlerin  | 1983 | |
|      | Regina-Elisabeth Jäck                 | SPD       | −           | −               | 12 Bramfeld – Farmsen-Berne – Steilshoop     | 24.854           | Leiterin einer Seniorenwohnanlage i. R.        | 1956 | |
|      | Kay Jäger                             | Die Linke | 12          | 011.912         | 2 Billstedt – Wilhelmsburg – Finkenwerder    | 17.992           | Hafenarbeiter                                  | 1992 | |
|      | Stephan Jersch                        | Die Linke | 08          | 002.529         | 15 Bergedorf                                 | 12.030           | Systemanalyst                                  | 1963 | Nachgerückt für Cansu Özdemir, die ihr Mandat nicht annahm.                                                                        |
|      | Sandro Kappe                          | CDU       | 46          | 012.785         | 12 Bramfeld – Farmsen-Berne – Steilshoop     | 45.154           | Zollbeamter                                    | 1985 | |
|      | Ali Kazanci                           | SPD       | 43          | 007.756         | −                                            | −                | Diplom-Sozialökönom                            | 1976 | |
|      | Lisa Kern                             | Grüne     | 13          | 001.707         | 7 Lokstedt – Niendorf – Schnelsen            | 27.363           | Verlagskauffrau                                | 1983 | |
|      | Dirk Kienscherf                       | SPD       | 03          | 007.482         | −                                            | −                | Diplom-Kaufmann, Fraktionsvorsitzender         | 1965 | |
|      | Thilo Kleibauer                       | CDU       | 31          | 011.072         | 13 Alstertal – Walddörfer                    | 15.817           | Diplom-Kaufmann                                | 1971 | |
|      | Marie Kleinert                        | Die Linke | 09          | 004.903         | 4 Altona-West                                | 07.235           | Selbstständige Tanzlehrerin                    | 1980 | |
|      | Martina Koeppen                       | SPD       | −           | −               | 6 Eidelstedt – Stellingen – Eimsbüttel-West  | 26.213           | Bauingenieurin                                 | 1967 | |
|      | Jan Koltze                            | SPD       | 13          | 002.152         | −                                            | −                | Gewerkschaftssekretär                          | 1963 | Übt das ruhende Mandat von Melanie Leonhard aus, solange diese im Senat ist.                                                       |
|      | Joachim Körner                        | AfD       | 16          | 004.501         | 11 Wandsbek                                  | 03.659           | Arzt, Mathematiker                             | 1947 | |
|      | Jan Koriath                           | Grüne     | −           | −               | 5 Rotherbaum – Harvestehude – Eimsbüttel-Ost | 11.723           | Berufsschullehrer                              | 1990 | Übt das ruhende Mandat von Anna Gallina aus, solange diese im Senat ist.                                                           |
|      | Markus Kranig                         | CDU       | 42          | 002.740         | 14 Rahlstedt                                 | 25.620           | Wirtschaftsingenieur                           | 1988 | |
|      | Hila Latifi                           | Die Linke | 19          | 005.697         | −                                            | −                | Bildungsreferentin                             | 1989 | |
|      | Jan Libbertz                          | Die Linke | 20          | 008.154         | 6 Eidelstedt – Stellingen – Eimsbüttel-West  | 23.830           | Sozialarbeiter Kinder- / Jugendhilfe           | 1989 | |
|      | Dominik Lorenzen                      | Grüne     | 04          | 003.257         | −                                            | −                | Unternehmer                                    | 1977 | |
|      | Claudia Loss                          | SPD       | 10          | 010.556         | −                                            | −                | Krankenschwester                               | 1972 | |
|      | Gulfam Malik                          | SPD       | −           | −               | 10 Fuhlsbüttel – Alsterdorf – Langenhorn     | 20.102           | selbstständiger Kaufmann                       | 1957 | |
|      | Xenija Melnik                         | Die Linke | 17          | 004.179         | 16 Harburg                                   | 10.674           | Steuerfachangestellte                          | 2001 | |
|      | Benjamin Mennerich                    | AfD       | 07          | 005.589         | 2 Billstedt – Wilhelmsburg – Finkenwerder    | 10.760           | Offizier                                       | 1981 | |
|      | Thomas Meyer                          | Die Linke | 11          | 008.860         | 12 Bramfeld – Farmsen-Berne – Steilshoop     | 4.792            | Sachbearbeiter                                 | 1979 | Nachgerückt für Nadine Tjarks, die ihr Mandat nicht annahm.                                                                        |
|      | Alexander Mohrenberg                  | SPD       | 11          | 006.609         | −                                            | −                | Rechtsanwalt                                   | 1995 | |
|      | Antje Müller-Möller                   | CDU       | −           | −               | 4 Altona-West                                | 10.582           | Juristin                                       | 1969 | |
|      | Melanie Nerlich                       | Grüne     | 23          | 003.923         | −                                            | −                | Bauplanerin Solarenergie                       | 1993 | |
|      | Ralf Niedmers                         | CDU       | 27          | 001.356         | 11 Wandsbek                                  | 20.596           | Immobilienökonom (ebs)                         | 1967 | |
|      | Dirk Nockemann                        | AfD       | 01          | 043.575         | 15 Bergedorf                                 | 22.692           | Jurist                                         | 1958 | |
|      | Baris Önes                            | SPD       | −           | −               | 2 Billstedt – Wilhelmsburg – Finkenwerder    | 32.429           | Rechtsanwalt                                   | 1985 | |
|      | Lisa Maria Otte                       | Grüne     | 33          | 005.956         | −                                            | −                | Tierschutz-Consultant                          | 1982 | |
|      | Lena Otto                             | SPD       | −           | −               | 8 Eppendorf – Winterhude – Hoheluft-Ost      | 39.771           | Politikwissenschaftlerin                       | 1993 | |
|      | Oktay Özdemir                         | SPD       | 59          | 006.824         | −                                            | −                | Polizeibeamter                                 | 1983 | |
|      | Parica Partoshoar                     | Grüne     | 35          | 002.631         | 3 Altona                                     | 12.744           | Leiterin Unterbringungen Geflüchtete           | 1979 | Übt das ruhende Mandat von Anjes Tjarks aus, solange dieser im Senat ist.                                                          |
|      | Dennis Paustian-Döscher               | Grüne     | 12          | 000.761         | 12 Bramfeld – Farmsen-Berne – Steilshoop     | 13.782           | Steuerberater                                  | 1980 | |
|      | Milan Pein                            | SPD       | 05          | 002.630         | −                                            | −                | Rechtsanwalt                                   | 1974 | |
|      | Sören Platten                         | SPD       | 09          | 007.079         | −                                            | −                | Geschäftsführer (Gesundheit/Pflege)            | 1988 | |
|      | Arne Platzbecker                      | SPD       | 07          | 003.943         | −                                            | −                | Rechtsanwalt                                   | 1972 | Übt das ruhende Mandat von Peter Tschentscher aus, solange dieser im Senat ist.                                                    |
|      | Anja Quast                            | SPD       | 14          | 005.122         | 13 Alstertal – Walddörfer                    | 16.325           | Wiss. Ang. für Kindertagesbetreuung            | 1971 | |
|      | Thomas Reich                          | AfD       | 05          | 002.772         | 11 Wandsbek                                  | 07.919           | Gesundheits- / Umweltberater                   | 1967 | |
|      | Robert Risch                          | AfD       | 09          | 002.656         | 4 Altona-West                                | 22.116           | Diplom-Ingenieur Elektrotechnik                | 1971 | Nachgerückt für Alexander Wolf, der sein Mandat nicht annahm.                                                                      |
|      | Sabine Ritter                         | Die Linke | 03          | 006.884         | 5 Rotherbaum – Harvestehude – Eimsbüttel-Ost | 16.070           | Hochschuldozentin                              | 1968 | |
|      | Marc Schemmel                         | SPD       | −           | −               | 7 Lokstedt – Niendorf – Schnelsen            | 61.361           | Historiker, Leitender Angestellter             | 1975 | |
|      | Gudrun Schittek                       | Grüne     | −           | −               | 17 Süderelbe                                 | 14.455           | Ärztin                                         | 1956 | |
|      | Hansjörg Schmidt                      | SPD       | −           | −               | 1 Hamburg-Mitte                              | 27.917           | Geschäftsführer                                | 1974 | |
|      | Frank Schmitt                         | SPD       | −           | −               | 4 Altona-West                                | 22.439           | Bürgerschaftsvizepräsident, Soz.Päd.           | 1968 | |
|      | Marco Schulz                          | AfD       | 04          | 008.737         | 14 Rahlstedt                                 | 15.826           | Offizier                                       | 1993 | |
|      | Sören Schumacher                      | SPD       | −           | −               | 16 Harburg                                   | 20.045           | Mitglied der Bürgerschaft                      | 1976 | |
|      | Richard Seelmaecker                   | CDU       | 39          | 004.871         | 10 Fuhlsbüttel – Alsterdorf – Langenhorn     | 25.307           | Rechtsanwalt                                   | 1973 | |
|      | Silke Seif                            | CDU       | 14          | 003.820         | 7 Lokstedt – Niendorf – Schnelsen            | 29.785           | Kauffrau                                       | 1972 | |
|      | Eugen Seiler                          | AfD       | 06          | 004.713         | 15 Bergedorf                                 | 10.027           | Manager im Gesundheitswesen                    | 1984 | |
|      | Kaja Steffens                         | CDU       | 41          | 007.679         | −                                            | −                | Ärztin                                         | 1967 | |
|      | Olaf Steinbiß                         | SPD       | −           | −               | 5 Rotherbaum – Harvestehude – Eimsbüttel-Ost | 26.227           | Rechtsanwalt für Arbeitsrecht                  | 1966 | |
|      | Tim Stoberock                         | SPD       | −           | −               | 13 Alstertal – Walddörfer                    | 15.116           | Staatsanwalt                                   | 1977 | Übt das ruhende Mandat von Andreas Dressel aus, solange dieser im Senat ist.                                                       |
|      | David Stoop                           | Die Linke | 06          | 005.672         | 1 Hamburg-Mitte                              | 23.808           | Pädagoge                                       | 1983 | |
|      | Selina Storm                          | Grüne     | 17          | 005.266         | 4 Altona-West                                | 14.401           | Physikerin                                     | 1987 | |
|      | Philine Sturzenbecher                 | SPD       | −           | −               | 4 Altona-West                                | 31.746           | Redakteurin                                    | 1981 | |
|      | Birgit Stöver                         | CDU       | 11          | 006.381         | 16 Harburg                                   | 15.481           | Lebensmittelchemikerin                         | 1970 | |
|      | Heike Sudmann                         | Die Linke | 02          | 026.153         | 3 Altona                                     | 60.823           | Mitglied der Bürgerschaft, Stadtplanerin       | 1962 | |
|      | Dennis Thering                        | CDU       | 01          | 213.566         | 13 Alstertal – Walddörfer                    | 91.981           | Fraktionsvorsitzender, Kaufmann                | 1984 | |
|      | Sarah Timmann                         | SPD       | −           | −               | 9 Barmbek – Uhlenhorst – Dulsberg            | 47.604           | Juristin                                       | 1997 | |
|      | Juliane Timmermann                    | SPD       | 06          | 006.294         | −                                            | −                | Lehrerin für Sport und Mathematik              | 1976 | |
|      | Andre Trepoll                         | CDU       | 03          | 012.744         | 17 Süderelbe                                 | 27.295           | Vizepräsident d. Bürgerschaft, Geschäftsführer | 1977 | |
|      | Nikola Tunići                         | CDU       | 43          | 005.151         | −                                            | −                | Gastronom                                      | 1984 | |
|      | Annika Urbanski                       | SPD       | 32          | 005.377         | −                                            | −                | Referentin für Feuerwehr                       | 1994 | Übt das ruhende Mandat von Ksenija Bekeris aus, solange diese im Senat ist.                                                        |
|      | Carola Veit                           | SPD       | 02          | 026.578         | −                                            | −                | Juristin, Bürgerschaftspräsidentin             | 1973 | |
|      | Isabella Vértes-Schütter              | SPD       | 12          | 006.588         | −                                            | −                | Intendantin                                    | 1962 | |
|      | Anna-Elisabeth von Treuenfels-Frowein | CDU       | 02          | 026.421         | −                                            | −                | Juristin                                       | 1962 | |
|      | Krzysztof Walczak                     | AfD       | 02          | 009.291         | 10 Fuhlsbüttel – Alsterdorf – Langenhorn     | 19.749           | Jurist                                         | 1994 | |
|      | Kathrin Warnecke                      | Grüne     | 25          | 002.302         | 6 Eidelstedt – Stellingen – Eimsbüttel-West  | 23.792           | Sozialarbeiterin                               | 1976 | |
|      | Mechthild Weber                       | Grüne     | −           | −               | 13 Alstertal – Walddörfer                    | 04.825           | Sängerin und Gesangslehrerin                   | 1975 | Übt ab dem 7. Mai 2025 das ruhende Mandat von Maryam Blumenthal aus, solange diese im Senat ist, da Stefan Schönefeld verzichtete. |
|      | Michael Weinreich                     | SPD       | −           | −               | 2 Billstedt – Wilhelmsburg – Finkenwerder    | 18.892           | Historiker                                     | 1973 | |
|      | Dietrich Wersich                      | CDU       | 07          | 008.217         | −                                            | −                | Senator a. D., Arzt                            | 1964 | |
|      | Götz T. Wiese                         | CDU       | 22          | 005.400         | 8 Eppendorf – Winterhude – Hoheluft-Ost      | 28.816           | Rechtsanwalt                                   | 1966 | |
|      | Martin Wolter                         | Die Linke | 13          | 011.730         | 11 Wandsbek                                  | 9.782            | Standortleiter                                 | 1980 | Nachgerückt für Karolin Küper, die ihr Mandat nicht annahm.                                                                        |
|      | Lena Zagst                            | Grüne     | 09          | 003.640         | 1 Hamburg-Mitte                              | 40.827           | Volljuristin                                   | 1990 | |

## Ausgeschiedene Abgeordnete
Personen, die an keiner Sitzung teilnahmen, sind kursiv gesetzt.
| Bild | Name               | Fraktion  | Listenplatz | Personenstimmen | Wahlkreis                                    | Wahlkreisstimmen | Beruflicher Hintergrund                    | Geb. | Anmerkungen |
| ---- | ------------------ | --------- | ----------- | --------------- | -------------------------------------------- | ---------------- | ------------------------------------------ | ---- | --- |
|      | Ksenija Bekeris    | SPD       | 08          | 006.132         | −                                            | −                | Berufsschullehrerin, Schulsenatorin        | 1978 | Mandat ruht während Mitgliedschaft im Senat; Nachrückerin: Annika Urbanski.                                                         |
|      | Maryam Blumenthal  | Grüne     | 03          | 011.849         | 13 Alstertal – Walddörfer                    | 35.730           | Erzieherin, Berufsschullehrerin            | 1985 | Mandat ruht ab dem 7. Mai 2025 während Mitgliedschaft im Senat; Nachrückerin: Mechthild Weber, da Stefan Schönefeld verzichtete.    |
|      | Andreas Dressel    | SPD       | 23          | 009.885         | 13 Alstertal – Walddörfer                    | 64.117           | Jurist, Finanzsenator                      | 1975 | Mandat ruht während Mitgliedschaft im Senat; Nachrücker: Tim Stoberock.                                                             |
|      | Katharina Fegebank | Grüne     | 01          | 150.549         | 10 Fuhlsbüttel – Alsterdorf – Langenhorn     | 45.197           | Zweite Bürgermeisterin, Senatorin          | 1977 | Mandat ruht während Mitgliedschaft im Senat; Nachrücker: Linus Görg.                                                                |
|      | Anna Gallina       | Grüne     | 05          | 005.665         | 5 Rotherbaum – Harvestehude – Eimsbüttel-Ost | 41.810           | Senatorin für Justiz und Verbraucherschutz | 1983 | Mandat ruht während Mitgliedschaft im Senat; Nachrücker: Jan Koriath.                                                               |
|      | Karolin Küper      | Die Linke | 13          | 011.730         | 11 Wandsbek                                  | 18.236           | Psychologin                                | 1997 | Nahm ihr Mandat nicht an; Nachrücker: Martin Wolter.                                                                                |
|      | Melanie Leonhard   | SPD       | 04          | 023.997         | −                                            | −                | Senatorin für Wirtschaft und Innovation    | 1977 | Mandat ruht während Mitgliedschaft im Senat; Nachrücker: Jan Koltze.                                                                |
|      | Cansu Özdemir      | Die Linke | 01          | 048.709         | 4 Altona-West                                | 19.473           | Fraktionsvorsitzende                       | 1988 | Nahm ihr Mandat nicht an; Nachrücker: Stephan Jersch.                                                                               |
|      | Stefan Schönefeld  | Grüne     | −           | −               | 13 Alstertal - Walddörfer                    | 07.560           | Stellvertretender Schulleiter              | 1975 | Verzichtete auf das Ausüben des ab dem 7. Mai 2025 ruhende Mandat von Maryam Blumenthal; Nachrückerin stattdessen: Mechthild Weber. |
|      | Anjes Tjarks       | Grüne     | 02          | 037.556         | 3 Altona                                     | 40.738           | Verkehrssenator                            | 1981 | Mandat ruht während Mitgliedschaft im Senat; Nachrückerin: Parica Partoshoar.                                                       |
|      | Nadine Tjarks      | Die Linke | 11          | 008.860         | 12 Bramfeld – Farmsen-Berne – Steilshoop     | 18.916           | Sozialpädagogin                            | 1981 | Nahm ihr Mandat nicht an; Nachrücker: Thomas Meyer.                                                                                 |
|      | Peter Tschentscher | SPD       | 01          | 669.037         | −                                            | −                | Erster Bürgermeister, Arzt                 | 1966 | Mandat ruht während Mitgliedschaft im Senat; Nachrücker: Arne Platzbecker.                                                          |
|      | Alexander Wolf     | AfD       | 03          | 013.325         | 7 Lokstedt – Niendorf – Schnelsen            | 12.655           | Rechtsanwalt                               | 1967 | Nahm sein Mandat nicht an; Nachrücker: Robert Risch.                                                                                |